# ذى حمادة (إب)

تعديل مصدري - تعديل

ذى حمادة هي إحدى قرى عزلة شعب يافع بمديرية إب التابعة لمحافظة إب، بلغ تعداد سكانها 114 نسمة حسب تعداد اليمن لعام 2004.